# Hans Georg Kurella
Hans Georg Kurella (ur. 20 lutego 1858 w Moguncji, zm. 25 października 1916 w Dreźnie) – niemiecki lekarz neurolog i psychiatra. Studiował medycynę w Würzburgu i Berlinie. Uczeń Cesare Lombroso. Jego synem był pisarz Alfred Kurella (1895-1975).